# Turrubuelo
Turrubuelo es una localidad del municipio de Boceguillas, en la provincia de Segovia. Fue municipio independiente hasta el 30 de marzo de 1976, en que se incorporó a dicho municipio.

## Historia

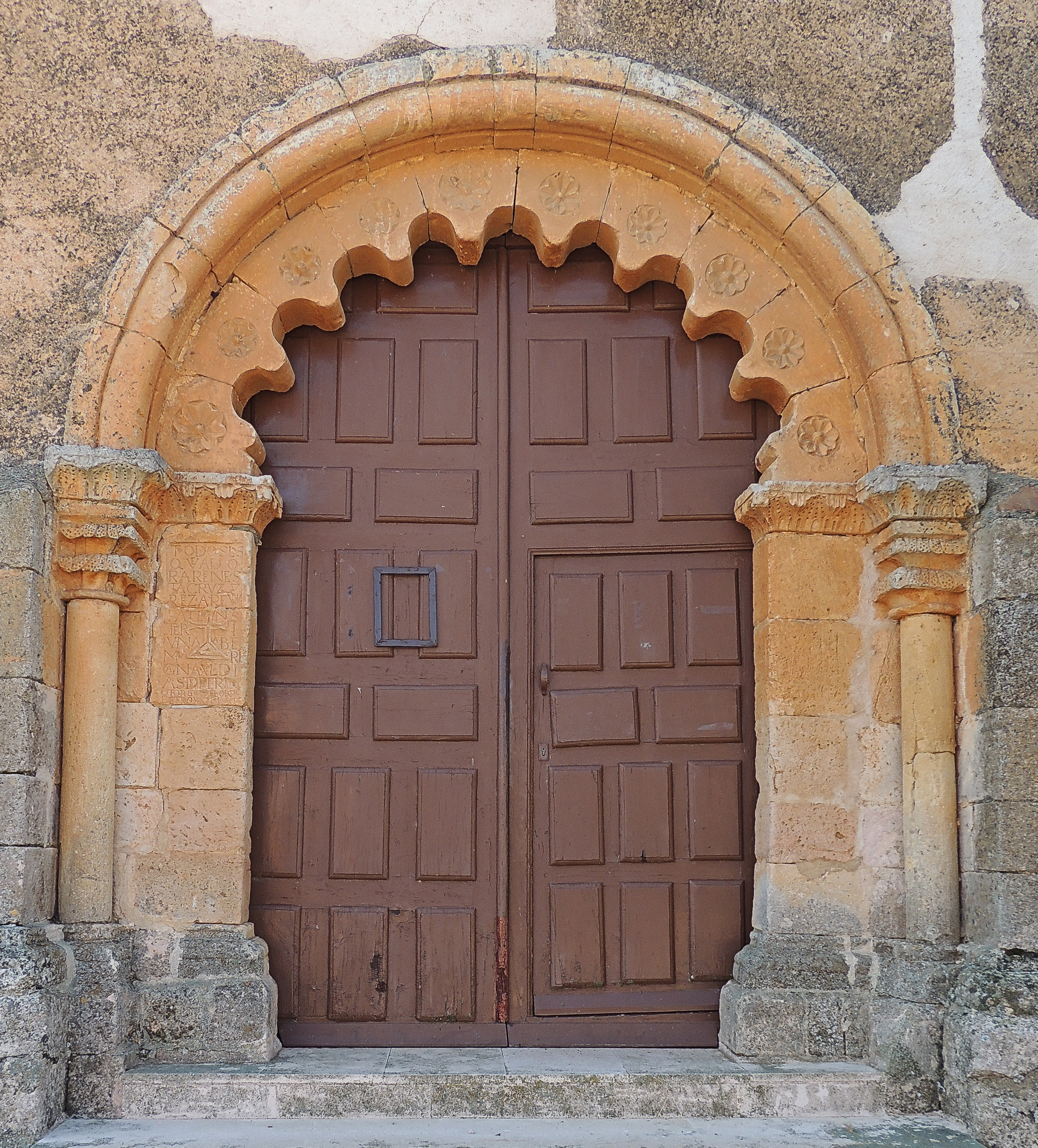
Portada románica de la iglesia de Santo Domingo

El territorio es repoblado durante la reconquista por la Comunidad de Villa y Tierra de Sepúlveda, quedando encuadrado el pueblo dentro del Ochavo de Bercimuel.
En 1247 aparece en la muchas veces referida relación del cardenal Gil de
Torres, bajo la denominación de Oter Ruviolo, denominación que Siguero Llorente traduce
como “otero de color rojizo” e identifica con su disposición en una pequeña loma y en los terrenos
de la zona, ricos en arcillas.
En sus cercanías (1 km) existe la estación de Boceguillas, un apeadero en la línea ferroviaria Ferrocarril directo Madrid-Burgos, dando servicio a Boceguillas y Sepúlveda. Dicha estación fue inaugurada el 4 de julio de 1968 por el general Francisco Franco, en presencia de Adolfo Suárez (futuro presidente del gobierno, entonces gobernador civil en la provincia de Segovia).
El extinto municipio de Aldeanueva del Campanario fue agregado al municipio entre 1850 y 1857. La incorporación del Turrubuelo al municipio de Boceguillas en 1976, también incluiría la incorporación de dicha pedanía.

## Geografía humana

### Demografía
| Gráfica de evolución demográfica de Turrubuelo entre 1842 y 1970 |
| |
| Población de derecho según los censos de población del INE Población de hecho según los censos de población del INEEntre el censo de 1857 y el anterior, crece el término del municipio porque incorpora a 405005 (Aldeanueva del Campanario) Entre el censo de 1981 y el anterior, este municipio desaparece porque se integra en el municipio 40032 (Boceguillas) |

| 12            | 12 | 12 | 13 | 14 | 14 | 17 | 15 | 13 | 13 | 8 | 8 | 12 |
| (Fuente: INE) |    |    |    |    |    |    |    |    |    |   |   |    |

## Cultura

### Patrimonio
- Iglesia románica de Santo Domingo de Silos;[6]
- Antiguo potro de herrar;
- Fuente a la izquierda del camino de Barahona de Fresno;
- Antigua estación ferroviaria, hoy en estado de abandono.[7]

### Fiestas
- Nuestra Señora del Rosario, el primer fin de semana de octubre,
- Distintos eventos organizados por la Asociación de Vecinos La Amistad, durante el mes de agosto.[7][8]

### Gastronomía
Destacan el cordero asado y el cochinillo. También las morcillas de arroz, los embutidos artesanales y los dulces, como las rosquillas, los mantecados, los florones y tarta de hojaldre.